# Египатска мау мачка
Египатска мау (мау – мачка) је једна од најстаријих раса мачака и по новијима истраживањима потиче из времена Старог Египта. Генетски кодови мумија мачака пронађени у Египту одговарају генетском коду египатске мау мачке, што је доказао британски зоолог Морисон Скот. Директно порекло води од афричке дивље мачке на коју и подсећа својим очаравајућим изгледом.

## Изглед
Египатска мау је једина раса мачака чије тачкасто таби крзно није производ укрштања, већ представља природно обележје. Убраја се у мачке средње величине и просечно је тешка 4 до 5кг када су у питању мужјаци, 3 до 4кг када се ради о женкама. Египатска мау мачка је вижљаста и мишићава, са ногама средње дужине, при чему су задње ноге нешто дуже и малим, округлим шапама. Очи су зелене и током живота мењају нијансу.

## Нарав
Темпераментна и немирна египатска мау је стално у покрету. Креће се лагано, гипко и брзо и убраја у једну од најбржих раса кућних мачака, будући да у трку може достићи брзину и до 50км/х. Воли да буде у центру пажње и љути се уколико у томе не успе. Не воли држање у наручју и рукама. Није посебно умиљата, али зна бити веома послушна и одана породици. Везује се углавном за једног власника и неповерљива је према непознатим људима. 

## Нега и здравље
Прилично је осетљива на хладноћу, и из тог разлога зими јој треба обезбедити топао простор у кући. Може патити од генетски наследних болести. Не захтева више од уобичајеног четкања, тримовања ноктију и чишћења ушију. Просечан животни век ове расе је 15 година.